# Судислав (боярин)
Судислав (ум.после 1233) — галицкий боярин, представитель крупной земельной аристократии, один из основных действующих лиц войны за объединение Галицко-Волынского княжества.

## Биография
Вероятно, фраза составителя Галицко-Волынской летописи

Малу же времени минувшю, и приведоша Кормиличича, иже бЕ загналъ великый князь Романъ не вЕры ради: славяху бо Игоревича

описывающая события 1206 года, относится к Владиславу, Судиславу и Филиппу, упоминаемым позже вместе.
Первое прямое упоминание Судислава в Галицко-Волынской летописи связано с бегством бояр в Венгрию во время репрессий со стороны Игоревичей.
В 1211 году вернулся в Галич вместе с венгерским войском, но после изгнания матери Романовичей вместе с Владиславом и Филиппом был схвачен и подвергнут пыткам, освободился через откуп (1212).
Когда в 1214 году Лешек Белый пригласил на галицкое княжение Мстислава Удатного, Судислав вместе с другими боярами послал за Даниилом, то тот решил не вступать в конфликт со смоленскими и на тот момент киевскими князьями. Судислав снова бежал в Венгрию.
В 1219 году во время венгерского похода на Галич на сторону венгров перешёл Городок, в котором находились люди Судислава.
В 1221 году Судислав участвовал в вылазке Фильния и бое под Галичем, а после победы Мстислава Удатного получил от него Звенигород.
В 1226 году Судислав был послан Мстислвом к Даниилу для подтверждения союза против венгров, а после изгнания Белы IV посоветовал Мстиславу временно для подавления боярского недовольства отдать Галич венгерскому королевичу Андрею, что и было сделано в 1227 году. Перед смертью Мстислав говорил, что был обманут Судиславом, и собирался организовать с Даниилом и половцами новый поход.
В 1228 году Судислав упоминается в Галиче вместе с королевичем, когда союзники осаждали Каменец, а половцы затем разорили Галицкую землю, перейдя на сторону Даниила.
В 1229 году, узнав об отъезде Судислава в Понизье, Даниил осадил Галич, послав Демьяна против Судислава. Судислав проиграл столкновение, бежал в Галич. После занятия Даниилом города был отпущен и способствовал организации венгерского похода, окончившегося неудачей, а также следующего, в результате которого был осаждён Владимир-Волынский, а Даниилу пришлось покинуть Галич. Но попытка венгров развить успех на Волыни закончилась поражением под Шумском, где Судислав на правом фланге противостоял Демьяну и был окружён другим отрядом Даниила.
В 1233 году Даниил вновь осадил Галич, королевич Андрей умер. Даниил овладел городом, Судислав уехал в Венгрию, что является его последним упоминанием в летописи.
Сыном Судислава был боярин Доброслав Судьич.